# Tyromyces mollicaseus
Tyromyces mollicaseus är en svampart som beskrevs av Corner 1989. Tyromyces mollicaseus ingår i släktet Tyromyces och familjen Polyporaceae.   Inga underarter finns listade i Catalogue of Life.